# Trans-en-Provence
Trans-en-Provence é uma comuna francesa na região administrativa da Provença-Alpes-Costa Azul, no departamento de Var. Estende-se por uma área de 16,99 km². Em 2010 a comuna tinha 6 010 habitantes (densidade: 353,7 hab./km²).